# Колборн, Джон
Джон Колборн, 1-й барон Ситон в графстве Девоншир (с 14 декабря 1839) (англ. John Colborne, 1st Baron Seaton of Seaton, co. Devon; 16 февраля 1778 года — 17 апреля 1863 года) — британский военачальник, фельдмаршал (1 апреля 1860).
Образование получил в Christ’s Hospital (Лондон; 1789) и в Winchester College (1794).

## Карьера
Единственный сын (у Колборна была старшая сестра Корделия Анна Колборн) Сэмюела Колборна и Корделии Анны. Колборн поступил 10 июля 1794 года в чине энсина в 20-й Восточно-Девонширский пехотный полк; в составе полка участвовал в Гельдернской экспедиции 1799 года, в чине капитана принял участие в экспедиции генерала сэра Ральфа Эберкромби в Египет в 1801 году. Отличился в сражении при Майде в Италии (4 июля 1806 года); позже обратил на себя внимание генерала Джона Мура, по протекции которого Колборн получил чин майора и стал личным секретарем генерала. Участвовал в сражении при Корунье (16 января 1809 года) во время Войны на Пиренейском полуострове (в этом сражении генерал Мур был убит), за отличия произведен в подполковники. Летом 1809 года Колборн вновь принимал участие в военных действиях в Испании; участвовал в сражении при Оканье 19 ноября 1809 года, в котором испанцы были разбиты. После сражения Колборн получил в командование 66-й пехотный полк (англ. 66th Foot Regiment).
Командуя 66-м полком, Колборн участвовал в сражении при Буссако (27 сентября 1810 года) и в обороне линий Торрес-Ведрас, в следующем году после временного командования пехотной бригадой (которая была разгромлена польскими уланами), отличился в сражении при Альбуэре (16 мая 1811 года). Позже был назначен командиром 52-го Оксфордширского пехотного полка (52nd (Oxfordshire) Regiment of Foot). В сражении при Сьюдад-Родриго был серьёзно ранен. После выздоровления женился на Элизабет Янг (Elizabeth Yonge of Puslinch). В конце 1813 года назначен временным командиром бригады в составе Легкой дивизии (Light Division). Участвовал в сражениях при Нивелле (10 ноября 1813 года), Ортезе (27 февраля 1814 года) и Тулузе (10 апреля 1814 года). За отличия награждён Army Gold Medal.
После завершения Наполеоновских войн получил чин полковника, назначен адъютантом принца-регента (будущий король Великобритании Георг IV) и стал рыцарем-командором Ордена Бани в январе 1815 года. 18 июня 1815 года Колборн во главе своего 52-го полка участвовал в битве при Ватерлоо. Около 21:00 Колборн по собственной инициативе атаковал правый фланг французских позиций, но эта атака была отбита Императорской гвардией. Вскоре 52-й полк и другие полки бригады генерала Адама опрокинули французов. Колборн во главе своего полка до января 1816 года оставался во Франции в составе оккупационных войск.

## Должности
- лейтенант-губернатор Гэрнси (1821—1828)
- лейтенант-губернатор Верхней Канады (4 ноября 1828 — 26 января 1836)
- и. о. генерал-губернатора Британской Северной Америки (1837—1838)
- главнокомандующий британскими войсками в Северной Америке (1838—1839)
- главнокомандующий британскими войсками в Ирландии (1855—1860)

## Награды
- Орден Бани
  - Рыцарь Большого креста (29 января 1838)[1]
  - Рыцарь-командор (4 января 1815)[2]
- Рыцарь Большого креста ордена Святых Михаила и Георгия
- Рыцарь Большого креста Королевского Гвельфского ордена
- Рыцарь Военного ордена Марии Терезии (Австрийская империя, 2 августа 1815)[3]

## Образ в кино
- «Ватерлоо» (Италия, СССР, 1970) — актёр Джеффри Викхэм[англ.]